# Antioch (Ohio)

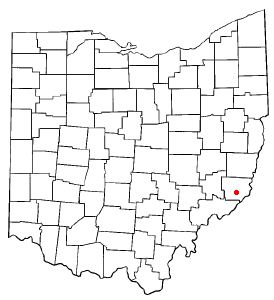
Antioch na planie stanu Ohio

Antioch – wieś w USA, w hrabstwie Monroe, w stanie Ohio.
W roku 2010, 25,6% mieszkańców było w wieku poniżej 18 lat, 4,6% było w wieku od 18 do 24 lat, 23,3% było od 25 do 44 lat, 34,9% było od 45 do 64 lat, a 11,6% było w wieku 65 lat lub starszych. We wsi było 52,3% mężczyzn i 47,7% kobiet.
Liczba mieszkańców w 2010 roku wynosiła 86, a w 2012 roku wynosiła 86.